# لوئیس برودی
لوئیس برودی (انگلیسی: Louis Brody؛ ۱۵ فوریهٔ ۱۸۹۲ – ۱۱ فوریهٔ ۱۹۵۲) یک هنرپیشه اهل آلمان بود. 